# Wózek ręczny paletowy unoszący

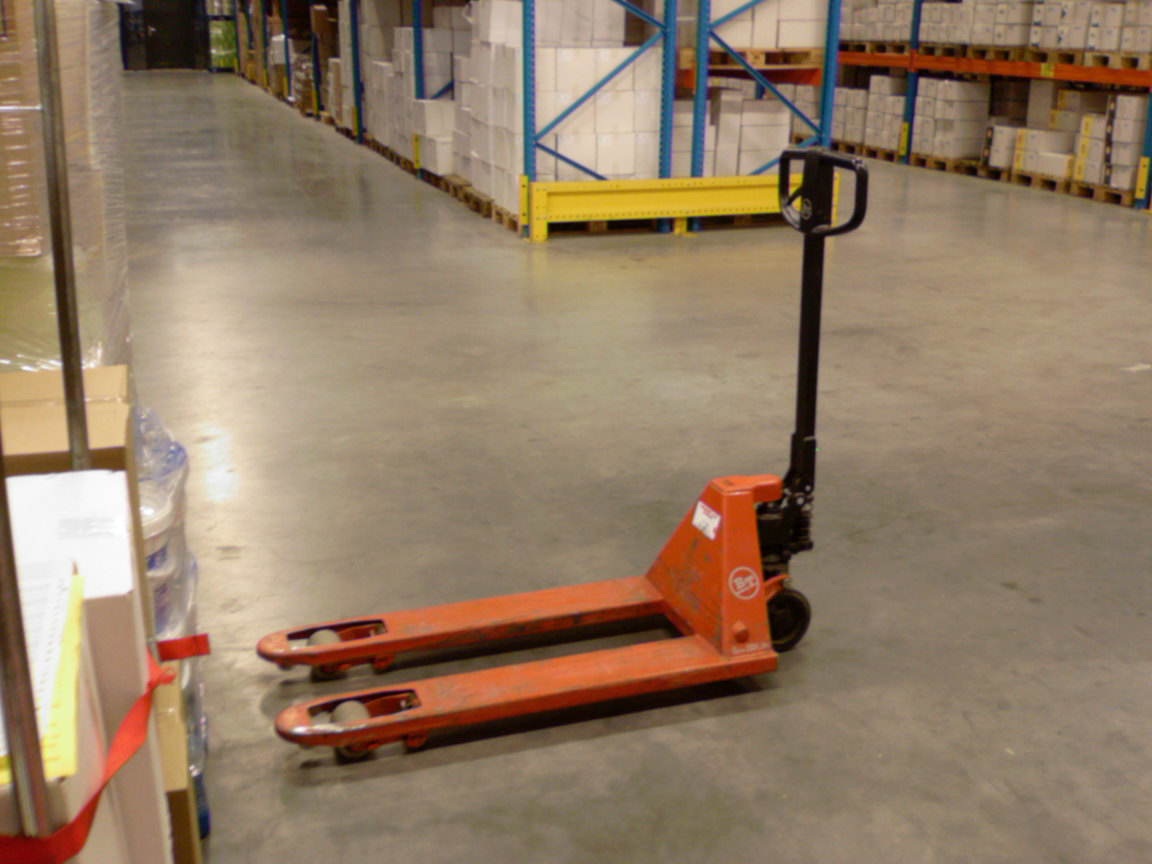
Typowy paleciak

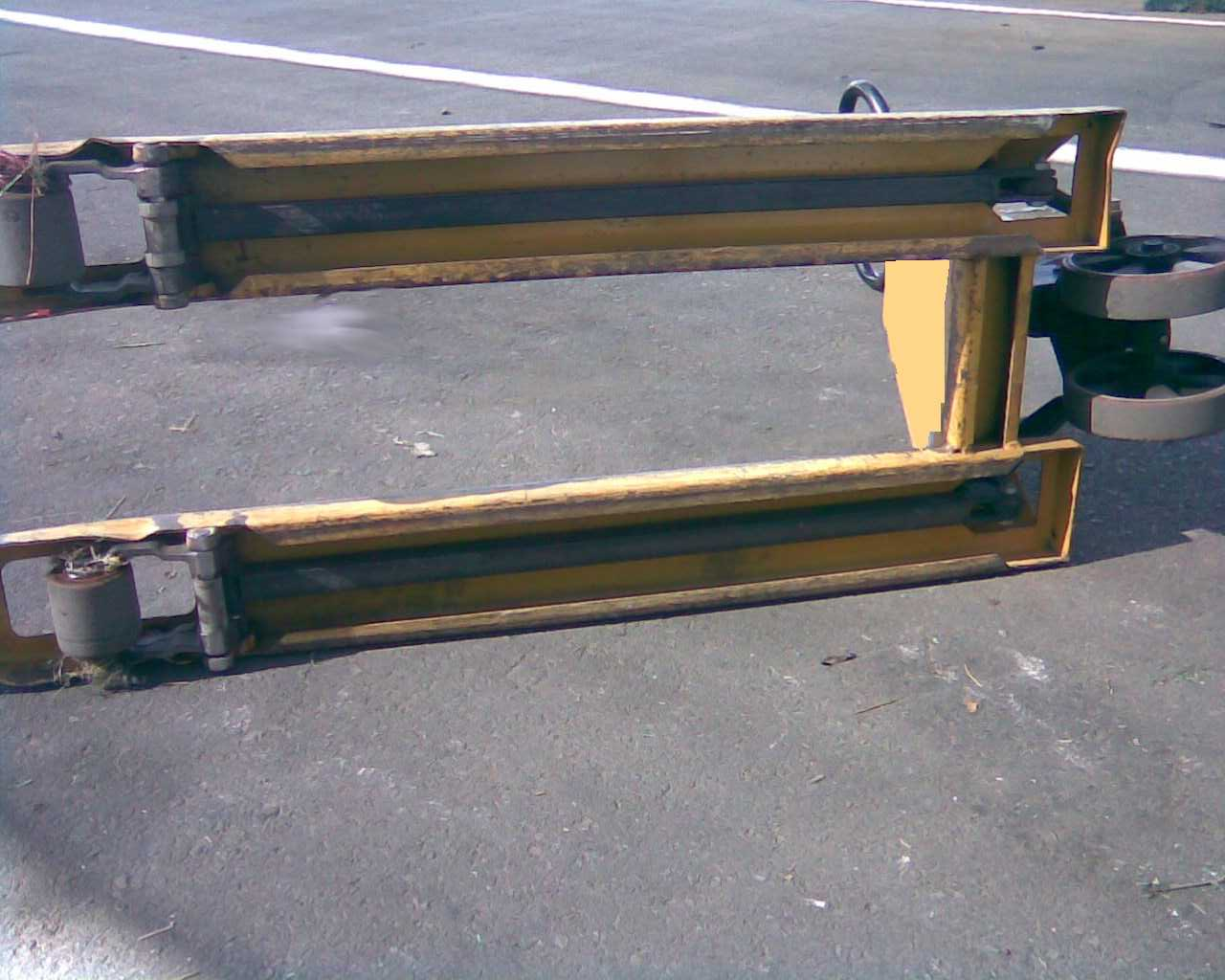
Typowy paleciak od spodu

Wózek ręczny paletowy unoszący (potocznie paleciak) – potoczna nazwa ręcznego wózka widłowego służącego głównie do przemieszczania na krótkich dystansach ładunków umieszczonych na paletach oraz podnoszenia ich na wysokość do 20 centymetrów. Z uwagi na wysokość unoszenia wózki tego typu określane są w Polskich Normach jako wózki paletowe unoszące – a nie jak często błędnie się określa jako wózki podnośnikowe. Wózki podnośnikowe służą do podnoszenia palet z ładunkiem na większe wysokości, na przykład w celu ułożenia palety na regale.
Pierwszy na świecie ręczny wózek widłowy – paleciak – został wyprodukowany przez szwedzką firmę BT Industries w 1947.

## Budowa
Podstawową cechą wózków ręcznych paletowych unoszących jest udźwig, który sięga zwykle 2,5 tony, ale spotyka się wózki z możliwością udźwigu ponad 3 ton. W zależności od udźwigu wózki mogą mieć różne szerokości i długości wideł oraz odpowiednie do przenoszenia dużych obciążeń koła i rolki. Długość wideł waha się od około 80 do 150 i więcej centymetrów. Same widły mogą mieć różne szerokości oraz rozstaw. Im mniejszy będzie rozstaw, tym bardziej zwrotny (w połączeniu z odpowiednim skrętem kół sterujących) będzie wózek z ładunkiem. Przyjmuje się za standardowy rozstaw 52–55 cm, jako szeroki – 68 cm, a jako wąski – 14–45 cm. Wysokość minimalna wideł wynosi około 8–9 centymetrów, natomiast maksymalna – do 20 centymetrów. Na końcu wideł mogą być zamocowane pojedyncze lub podwójne rolki. Spotyka się bieżnie kół sterujących wykonane z trzech rodzajów materiału: nylonu, gumy oraz poliuretanu (z podobnych materiałów wykonuje się rolki). Zarówno koła jak i rolki mogą mieć różne średnice.

## Zastosowanie
Wózki tego rodzaju są najczęściej wykorzystywane w hipermarketach przy rozwożeniu towarów na terenie sklepu, w magazynach i hurtowniach, na samochodach dostawczych i liniach produkcyjnych oraz wszędzie tam, gdzie konieczne jest przewożenie ładunków na krótkich dystansach.